# فيلانيتش
بلدية فيلانيتش (بالإسبانية: Felanich) هي بلدية تقع في منطقة جزر البليار شرق إسبانيا.

## الديموغرافيا
بلغ عدد سكان بلدية فيلانيتش 18.482 نسمة عام 2011 (وفقاً للمعهد الوطني للإحصاء الإسباني).
| 14.123 | 14.900 | 16.049 | 16.566 | 17.443 | 18.270 | 18.482 |

## معرض صور

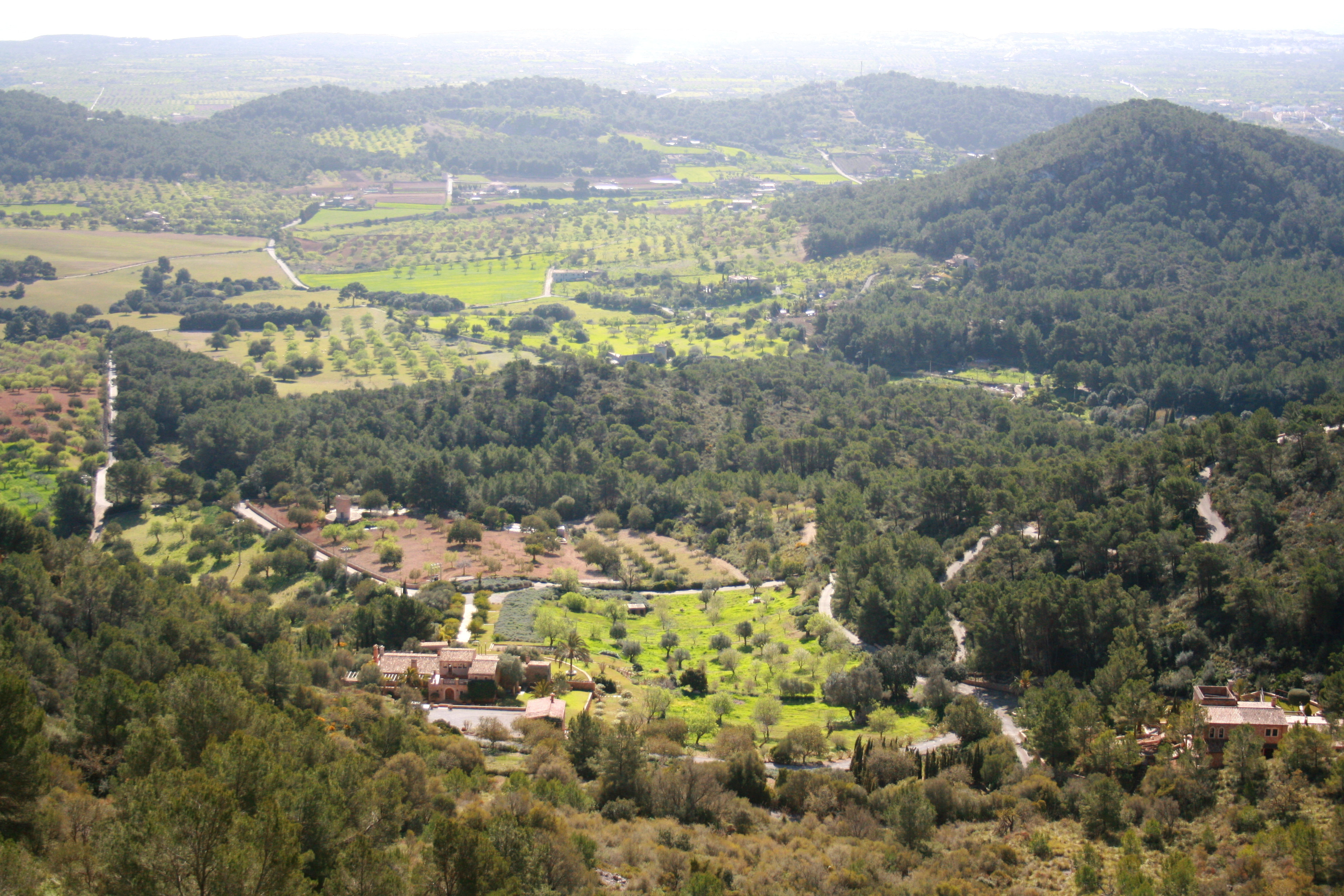
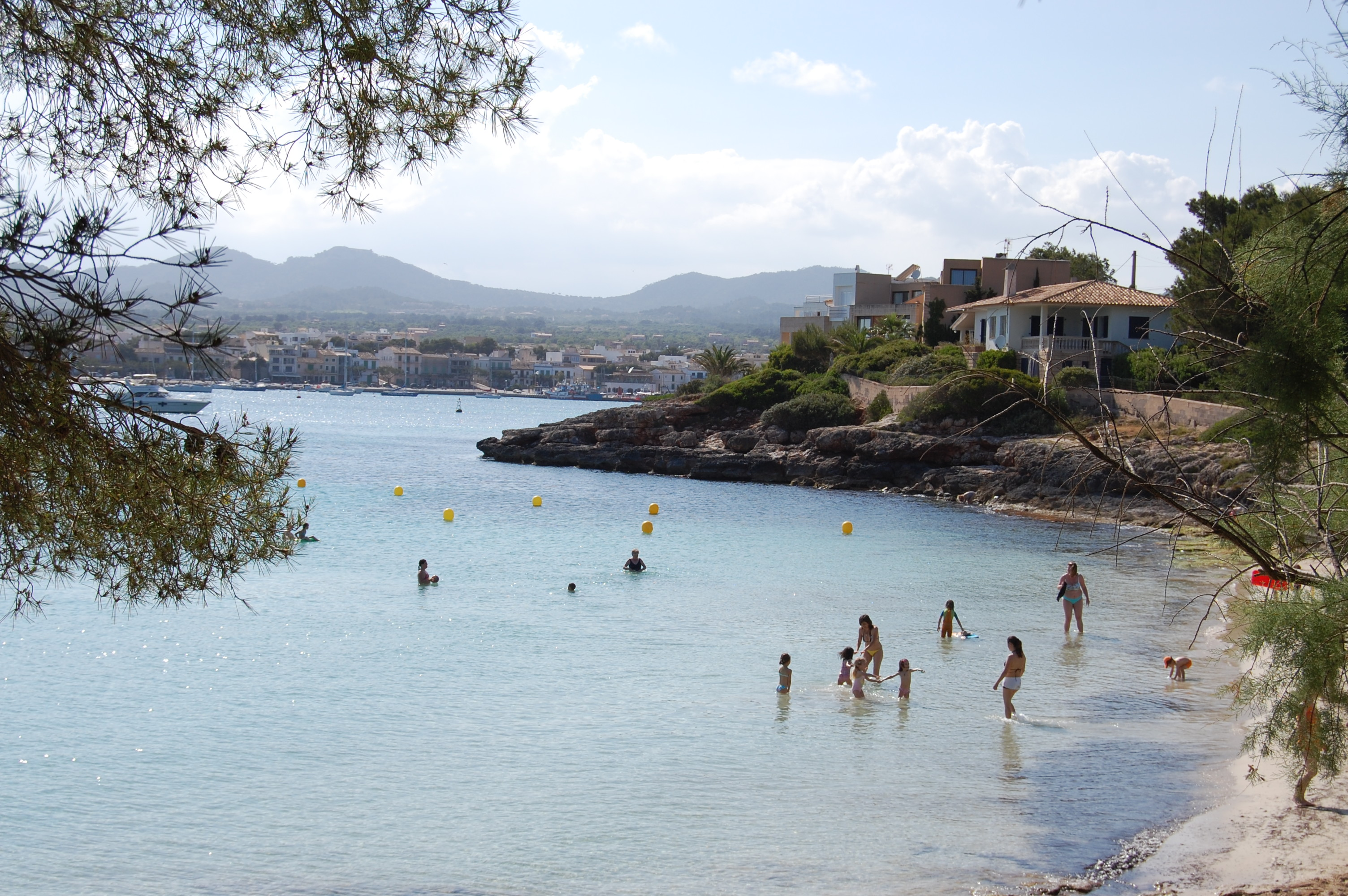
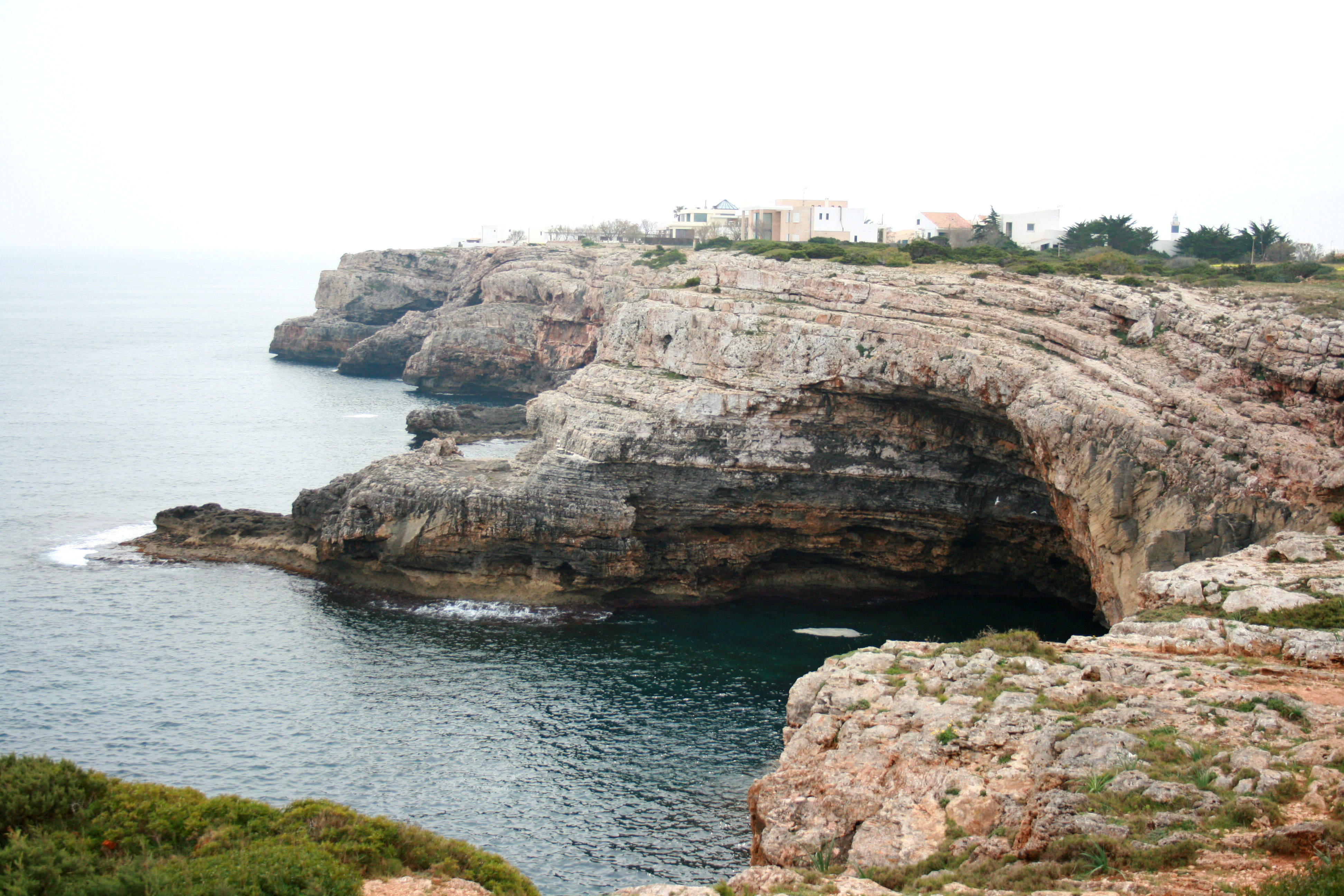

## أعلام
- أنتوني بينيا
- غييرمو تيمونير